# Hodejov
Hodejov (węg. Várgede) – wieś (obec) na Słowacji położona w kraju bańskobystrzyckim, w powiecie Rymawska Sobota. Pierwsze wzmianki o miejscowości pochodzą z roku 1280.
Według danych z dnia 31 grudnia 2012, wieś zamieszkiwało 1587 osób, w tym 831 kobiet i 756 mężczyzn.
W 2001 roku rozkład populacji względem narodowości i przynależności etnicznej wyglądał następująco:
- Słowacy – 25,31%
- Czesi – 0,14%
- Romowie – 9,66%
- Węgrzy – 64,24%

Ze względu na wyznawaną religię struktura mieszkańców kształtowała się w 2001 roku następująco:
- Katolicy rzymscy – 87,09%
- Ewangelicy – 1,87%
- Ateiści – 7,57%
- Nie podano – 1,66%